# جی-دابل‌یو جنز
جی-دابل‌یو جنز (انگلیسی: JW-Jones؛ زادهٔ ۱۵ ژوئیهٔ ۱۹۸۰) موسیقی‌دان سبک بلوز اهل کانادا است.